# ゲオルク・ロイター2世

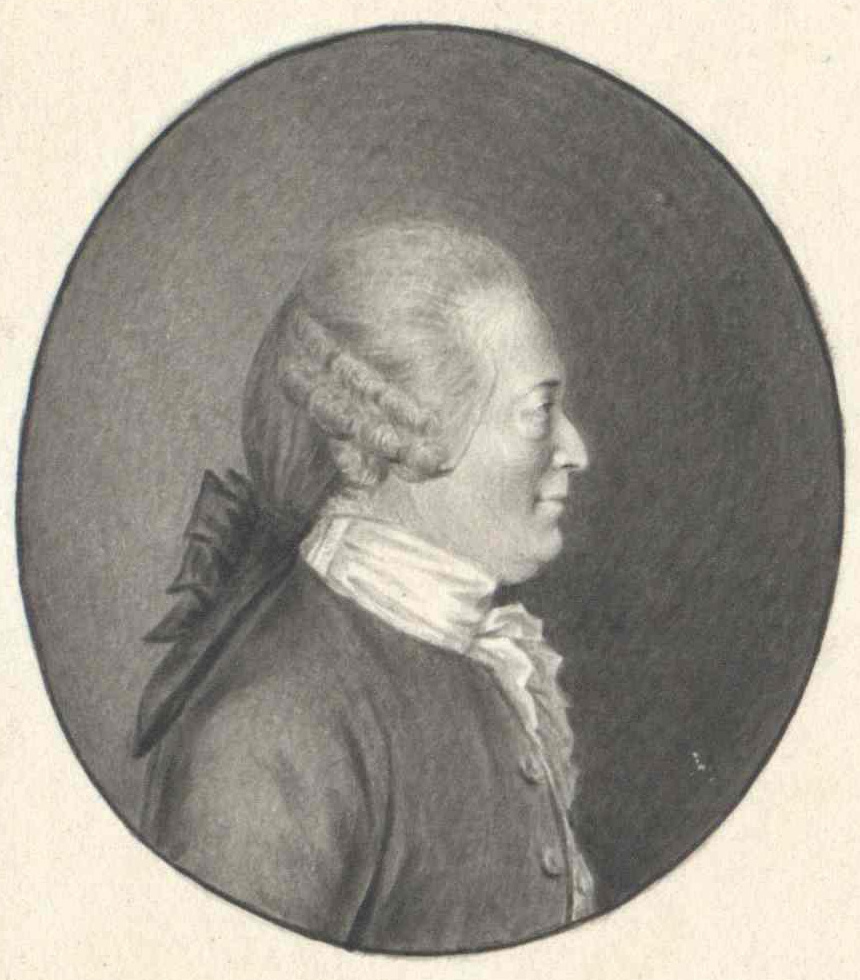
ロイターの肖像

ゲオルク・ロイター2世（Georg Reutter der Jüngere、1708年4月6日 - 1772年3月11日）は、オーストリアの作曲家。ウィーンのシュテファン大聖堂の楽長およびウィーンの宮廷楽長をつとめた。
同名の父親も音楽家であり、区別のために「2世」（der Jüngere）を加える。1740年にカール6世によってオーストリア貴族に列せられたため、「フォン」を加えてゲオルク・フォン・ロイターと呼ばれる。ほかにゲオルク・カール・ロイターとも呼ばれる。『ニューグローヴ世界音楽大事典』の見出しでは（ヨハン・アダム・ヨーゼフ・カール・）ゲオルク・（フォン・）ロイター（2世）としている。

## 生涯

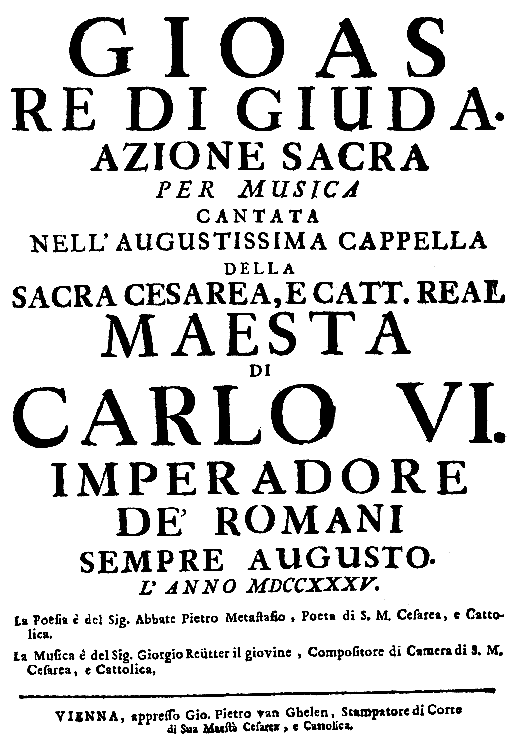
オラトリオ『ユダの王ジョアス』（1735年）のリブレット

ゲオルク・ロイターは1708年にウィーンで生まれた。父親のゲオルク（1世）は教会オルガニストで、やはりシュテファン大聖堂の楽長だった。はじめ父親とカルダーラに音楽を学んだ。1727年に皇妃エリーザベトの聖名祝日のために最初のオペラ『アルキダミア』を作曲した。
1729年から翌年にかけてイタリアへ留学して研鑽を積んだ後、1731年にウィーンに戻って宮廷作曲家の職を得た。若くして父親をついでシュテファン大聖堂のオルガニストとして働いた。1736年にカルダーラが没すると、その後任として宮廷副楽長に任命された。1738年に父親が没するとその後をついでシュテファン大聖堂の楽長に就任した。
ロイターはマリア・テレジアのお気に入りの作曲家であり、彼女自身と長男のヨーゼフのためにロイターから毎週2回の音楽の授業を受けていた。
1760年のヨーゼフの結婚式の音楽をグルックにまかせようとしたジャコモ・ドゥラッツォに対してロイターは反対し、長い論争を引き起こした。論争の結果としてこの後ロイターは作曲家としての活動をほとんど止めることになった。
1767年にウィーンの宮廷楽長だったプレディエリ (Luca Antonio Predieri) が没すると、後任の宮廷楽長に就任した。ただしプレディエリは晩年年金生活にはいっており、それ以前から実質的にロイターが宮廷楽長の役割を果たしていた。
1772年に没した。シュテファン大聖堂の楽長の職はレオポルト・ホフマンが、宮廷楽長の職はフロリアン・レオポルト・ガスマンが引きついだ。

### ハイドンとの関係
ロイターは父をついでシュテファン大聖堂の楽長となって間もなく少年合唱団員を雇用するために各地を旅行した。ハインブルク教区の司祭はフランツ・ヨーゼフ・ハイドンを勧め、ロイターも彼の美声を認めた。ハイドンは1740年ごろにシュテファン大聖堂の少年合唱団の団員に加わり、大聖堂の隣にあるロイターの住宅に住んで歌と鍵盤楽器およびヴァイオリンの演奏を学んだが、多忙なロイター本人から学んだのはわずか2回に過ぎなかった。1745年には弟のミヒャエル・ハイドンも加わった。しかし1750年ごろに声変わりすると歌手としてのハイドンの生命は終わりとなり、合唱団から解雇されて自活せざるを得なくなった。

## 作品
ロイターは約80曲のミサ曲を作曲した。また宮廷での祝祭のために世俗の声楽曲や器楽曲も多数作曲した。
フックスとカルダーラに代表される後期バロック音楽的なウィーンの宮廷音楽に比べ、次の世代に属するロイターやヴァーゲンザイルの音楽はよりホモフォニー的だった。ヴァイオリンのユニゾンで高速に音を上下させる様式は「Rauschende Violinen à la Reutter（ロイター流のけたたましいヴァイオリン）」と呼ばれ、ハイドンの最初期の作品である『ミサ・ブレヴィス』にもその影響が見られる。
モーツァルトはロイターが詩篇につけた2つの曲を書き写している。「深き淵より」(KV 93、K6 Anh. A 22)はモーツァルトの手による楽譜が大英図書館に所蔵されており、長くモーツァルトの作品と考えられていたが、今日ではロイターの作品と考えられている。